# Rana Mokal
Rana Mokal (zm. 1433) – władca królestwa Mewar (obecnie w stanie Radżastan, Indie) z dynastii Sisodia, rządzący w latach 1422–1433. Syn Rany Lakha i księżniczki Hansa Bai. 
Podczas krótkiego panowania Rana Mokal kontynuował politykę ekspansji i rozwoju gospodarczego, rozpoczętą przez swojego ojca. Wprowadził reformy w systemie nawadniania i wspierał rozwój architektury sakralnej w Mewar, między innymi poprzez budowę świątyni Samadhishvara w Ćitorze. Mokal był również mecenasem sztuki, co zaowocowało rozwojem literatury i sztuki.
Rana Mokal zginął w 1433 roku w wyniku spisku, w którym udział brali jego dwaj stryjowie – Chacha i Mera. Po jego śmierci, władzę przejął jego młody syn, Rana Kumbha, który pod okiem wuja Ranmala z Marwaru kontynuował politykę ojca i wprowadził Mewar w okres rozkwitu i stabilności.